# Luisenschule (Aschersleben)

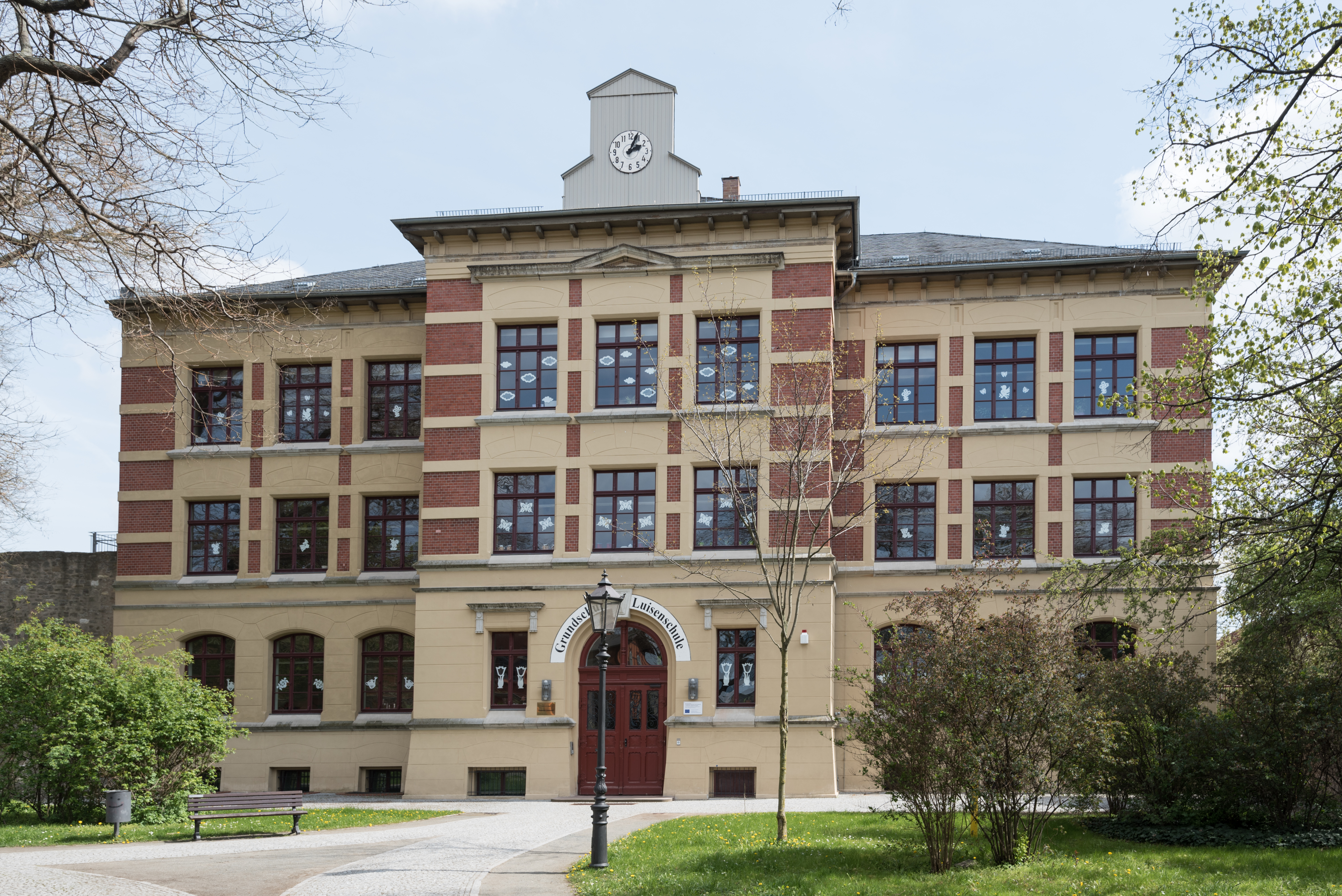
Luisenschule von Westen

Die Luisenschule ist eine Grundschule in der Stadt Aschersleben (Sachsen-Anhalt).
Die Schule wurde 1888 Am grauen Hof in der westlichen Altstadt als Volksschule für Mädchen errichtet und erhielt mit der Einweihung am 15. Oktober 1888 den Namen der preußischen Königin Luise. 1973 wurde sie zu Ehren des Widerstandskämpfers Bruno Kühn umbenannt und erhielt 1992 wieder ihren alten Namen zurück.
Das Schulgebäude wurde im Stil der späten Gründerzeit errichtet. Die symmetrische Gestaltung der Fassade des dreigeschossigen Baukörpers wird durch einen Mittelrisalit betont. Der Wechsel von roten Ziegelsteinen und gelb verputzten Flächen verleihen ihr eine lebendige Wirkung.